# گولتلینگن
گولتلینگن (به آلمانی: Gültlingen) یک منطقهٔ مسکونی در آلمان است که در ویلدبرگ، بادن-وورتمبرگ واقع شده‌است.